# Israel Baker
Israel Baker (11 de febrero de 1919-25 de diciembre de 2011) fue un violinista y concertino estadounidense.